# 宮本小一
宮本 小一（みやもと こいち(おかず)、1836年4月15日〈天保7年2月30日〉 - 1916年〈大正5年〉10月18日）は、日本の官僚。元老院議官。錦鶏間祗候。貴族院勅選議員。初名は守成。旧名：小一郎。もと幕臣。

## 年譜
- 江戸期は神奈川奉行支配組頭を務める[3]。
- 1868年10月7日（慶応4年8月22日） - 東京府開市御用掛調役[4]
  - 12月23日（明治元年11月10日） - 外国官御用掛六等官心得[4]
- 1883年（明治16年）9月19日 - 元老院議官 任官[5]
- 1890年（明治23年）10月20日 - 錦鶏間祗候 仰付[6]。
- 1891年（明治24年）4月15日 - 貴族院勅選議員[7]
  - 4月21日 - 非職元老院議官 依願免本官[8]
- 1916年（大正5年）10月18日 - 薨去[1][2]。墓所は染井霊園1-イ-3-16。

## 栄典
- 1886年（明治19年）10月20日 - 従三位[9]
- 1894年（明治27年）5月21日 - 正三位[10]
- 1906年（明治39年）4月1日 - 勲二等瑞宝章[11]
- 1916年（大正5年）4月1日 - 旭日重光章[12]

## 著作
著書
- 『杜鵑啼血帖』 1891年
- 『谿荘余輝』 1892年

## 参考資料
- 『明治元年外国官関係略歴録』外務省調査部第一課 編